# Christian Albrecht (Politiker, 1989)

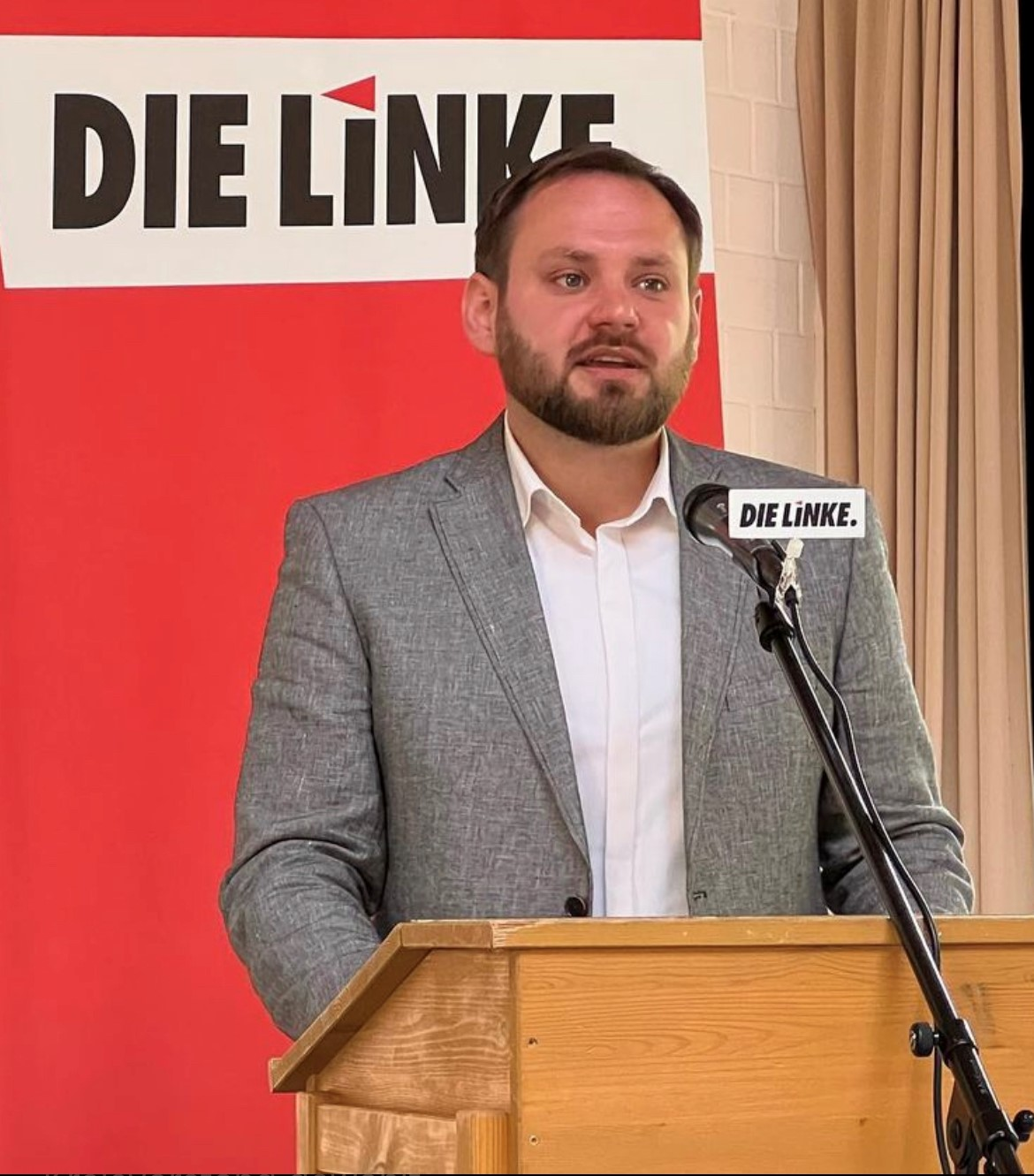
Christian Albrecht, Mai 2022

Christian Albrecht (* 13. Februar 1989 in Zwenkau) ist ein deutscher Politiker (Die Linke) und seit der Landtagswahl am 26. September 2021 Mitglied des Landtages von Mecklenburg-Vorpommern.

## Privater Werdegang
Albrecht legte 2007 das Abitur am Gymnasium im sächsischen Markranstädt ab. Anschließend absolvierte er zunächst eine Ausbildung zum IT-Systemkaufmann bei der Deutschen Telekom in Leipzig, die er 2010 abschloss. Darauf folgte ein neunmonatiger Zivildienst, den er beim Deutschen Roten Kreuz in Markkleeberg ableistete. In der Folge verschlug es Albrecht nach Mecklenburg-Vorpommern, wo er an der Universität Rostock ein Studium begann. 2019 beendete er dieses mit dem Abschluss als Bachelor of Arts für Geschichte und Anglistik/Amerikanistik. Während des Studiums war Albrecht seit 2017 Wahlkreismitarbeiter für die Landtagsabgeordnete Eva-Maria Kröger in Rostock. 2020 nahm Albrecht ein Masterstudium für Geschichte und British and American Transcultural Studies an der Uni Rostock auf.

## Politischer Werdegang
Albrecht trat 2013 in die Partei Die Linke ein. Sein erstes politisches Amt nahm er ab 2014 wahr, indem er bis 2016 seine Partei Ortsbeirat Schmarl vertrat. Zudem war er von 2014 bis 2019 Sachkundiger Einwohner der Fraktion DIE LINKE der Rostocker Bürgerschaft, in dieser Funktion vertrat er die Fraktion im Sozial- und Gesundheitsausschuss sowie dem Aufsichtsrat des Rostocker Fischereihafens. 2016 wurde Albrecht zum Vorsitzenden des Stadtteilverbandes DIE LINKE Evershagen gewählt. Auf der 1. Tagungs des 7. Parteitag des Rostocker Kreisverbands wurde Albrecht zu einem der stellvertretenden Kreisvorsitzenden gewählt. 2019 wurde Albrecht als  Mitglied der Bürgerschaftsfraktion DIE LINKE.Partei Rostock gewählt. In dieser ist er Mitglied des Fraktionsvorstandes, zudem vertritt er die Fraktion im Ausschuss für Schule, Hochschule und Sport, dem Ausschuss für den Eigenbetrieb der Kommunalen Objektbewirtschaftung- und entwicklung, sowie im Aufsichtsrat der WiRo, der Rostocker kommunalen Wohnungsgesellschaft. Zur Landtagswahl 2021 trat Albrecht im Wahlkreis Hansestadt Rostock II an. Dort erzielte er mit 16,7 % der Erst- und 14,2 % der Zweitstimmen das zweitbeste Ergebnis aller Wahlkreisbewerber, war aber gegen den Wahlkreissieger Rainer Albrecht von der SPD chancenlos. Durch den Landeslistenplatz 6 seiner Partei zog Albrecht dennoch in den Landtag als Abgeordneter ein. Nach der Wahl seiner Parteifreundin Eva-Maria Kröger zur Oberbürgermeisterin übernahm er am 17. Januar 2023 das Amt des Vorsitzender der Fraktion DIE LINKE in der Bürgerschaft der Hanse- und Universitätsstadt Rostock.